# Mongolia (region)

Terytoria zamieszkałe obecnie przez Mongołów (obszar mongolskiej irredenty)

Mongolia – termin używany jako synonim współczesnego państwa mongolskiego lub na określenie znacznie większego regionu historyczno-geograficznego w Azji Centralnej, obejmujący rdzenne ziemie ludów mongolskich. Komisja Standaryzacji Nazw Geograficznych poza Granicami Rzeczypospolitej Polskiej nie wyróżnia takiego regionu geograficznego.
Terytorium historycznej Mongolii zostało zjednoczone przez Czyngis-chana na początku XIII wieku, przez wcielenie do jednego państwa ziem ludów mongolskich, w tym: Mongołów, Tatarów, Merkitów, Kereitów, Najmanów, a w 1207 także Ojratów i Buriatów.
Obszar historycznej Mongolii najbardziej ogólnie określano jako terytorium między Wielkim Murem Chińskim a Syberią. Tak też o Mongolii pisał Ferdynand Ossendowski:

W sercu Azji leży tajemniczy, bogaty, olbrzymi kraj − Mongolia. Od spadów Tiań-Szana i gorących piasków zachodniej Dżungarii do leśnych Sajanów i do wielkiego muru chińskiego zajmuje ona największą część Azji Centralnej. Kolebka ludów, historii i legend, ojczyzna największych i najbardziej krwawych zaborców, którzy pozostawili po sobie ruiny swoich grodów stołecznych, już zasypanych piaskami pustyni, swoje czarodziejskie sygnety i stare koczownicze prawa; państwo mnichów i złych duchów, arena koczujących plemion − nomadów rządzonych przez (...) potomków chanów Dżengiza i Kubłaja − to jest Mongolia.

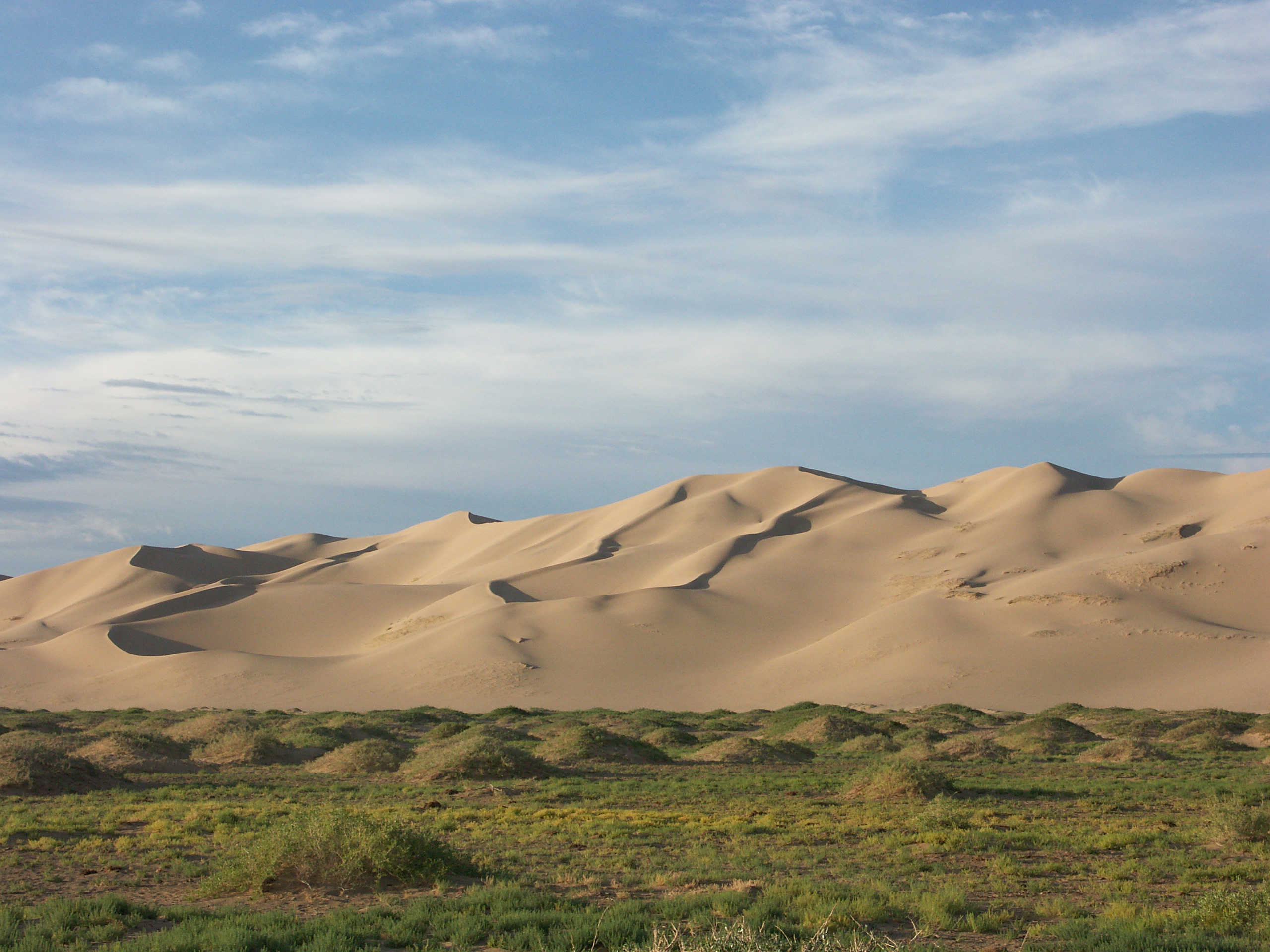
Na skraju pustyni Gobi

Inne źródła precyzują, że kraina ta obejmuje dzisiejszą Republikę Mongolii i chińską Mongolię Wewnętrzną. B. Gungaadasz podaje, że podział na Mongolię Północną (na północ od Gobi) i Południową nastąpił w połowie XVI w., a potem doszło do podziału Mongolii Północnej na Wschodnią (chałchaską) i Zachodnią (ojracką). Podobną podział przyjmuje S. Kojło, stosując jednak trochę odmienne nazewnictwo dla tych samych obszarów: Mongolia Zachodnia, Centralna (Chałcha) i Południowo-Wschodnia  Ponieważ księstwa południowe dostały się wcześniej pod władzę Mandżurii (w 1636) niż księstwa północne (Chałcha w 1691 i Ojracja w 1758), to Mongolię Południową zaczęto w XVII w. nazywać Wewnętrzną, a północną – Zewnętrzną. E. Murzajew jako część Mongolii wymienia oprócz terenów obecnego państwa mongolskiego także następujące obszary położone dziś w obrębie Chin: północne części Dżungarii, prowincji Gansu, prowincji Qinghai, całe prowincje: Ningxia, Suiyuan, Czahar i Bargę, wskazuje także, że zdaniem niektórych autorów zalicza się do Mongolii także Dżehol. Po zakończeniu podboju Mongolii przez Mandżurię w 1758 roku Mandżurowie oddzielili administracyjnie od ziem Ojratów (Mongołów Zachodnich) jej północną część, wyodrębniając ją w okręg Kobdo i łącząc go administracyjnie z Mongolią Wschodnią. W ten sposób pod pojęciem Mongolia Zewnętrzna zaczęto rozumieć te dwa obszary: Chałchę i okręg Kobdo. Do Mongolii zalicza się też rosyjską Tuwę, która aż do 1911 roku była jednym z ajmaków Mongolii Zewnętrznej (jako Urianchaj) i dopiero w 1912 zostało de facto przejęte przez Rosję, która prawnie ogłosiła ten teren swym protektoratem w roku 1914. Baabar do historycznej Mongolii zalicza też Buriację (Buriat-Mongolię), włączoną do Rosji ostatecznie w 1727 roku.
Zjednoczenie historycznej Mongolii było postulatem ruchu panmongolskiego. Postulaty zjednoczenia ziem mongolskich (bez Buriacji) wysuwał już rząd mongolski w 1911 i 1912 r. w trakcie negocjacji z Rosją. W podpisanym traktacie doszło do kompromisowego zapisu – Rosja nie uznała przynależności Mongolii Wewnętrznej, Bargi i Urianchaju do Mongolii, ale zgodziła się na użycie ogólnego terminu Mongolia, zamiast Mongolia Zewnętrzna. Do koncepcji Panmongolii wrócili politycy mongolscy i buriaccy w 1919 roku przy poparciu Japonii i niektórych dowódców Białych (głównie Grigorij Siemionow). Państwo mongolskie miało obejmować Mongolię Zewnętrzną, Wewnętrzną, Buriację i Bargę, a w marcu w Czycie powołano rząd panmongolski. W rozmowach nie uczestniczył dwór Bogdo Gegena, który zwalczał ten wariant panmongolizmu (m.in. z powodu zbyt dużych wpływów w postulowanym państwie Burjatów i Bargów oraz na skutek nacisków krajów sąsiadujących), wrogo do tej koncepcji nastawiony był Aleksandr Kołczak i rząd Chin. Do idei zjednoczenia wszystkich ludów mongolskich i powstania na ich obszarze państwa Mongolia nawiązywał też baron Ungern w czasie władania Mongolią Zewnętrzną w 1921 r. i Japończycy w czasie II wojny światowej.